# Танти (Казахстан)
Танти́ (каз. Танты) — село у складі Жамбильського району Жамбильської області Казахстану. Входить до складу Жамбильського сільського округу.
У радянські часи село було частиною села Шайкорик.
Населення — 328 осіб (2021; 530 у 2009, 322 у 1999, 260 у 1989).